# Bodianus solatus
Bodianus solatus là một loài cá biển thuộc chi Bodianus trong họ Cá bàng chài. Loài này được mô tả lần đầu tiên vào năm 2006.

## Từ nguyên
Từ định danh của loài trong tiếng Latinh có nghĩa là "cháy nắng", hàm ý đề cập đến tông màu đỏ của cá trưởng thành.

## Phạm vi phân bố và môi trường sống
B. solatus là một loài đặc hữu của vùng biển Tây Úc, chỉ được ghi nhận ở khu vực giữa quần đảo Montebello và Houtman Abrolhos, được thu thập ở độ sâu khoảng từ 61 đến 108 m.

## Mô tả
B. solatus có chiều dài cơ thể tối đa được ghi nhận là 35 cm. Cá trưởng thành có màu đỏ, có vệt đốm đen lớn bên dưới nửa sau của vây lưng ở cá thể trưởng thành giai đoạn đầu (cá cái). Dải sọc dọc màu trắng trải dài bên dưới các gai vây lưng thứ 8 đến 11. Lưng của cá trưởng thành ở giai đoạn cuối (cá đực) hơi sẫm đen, trừ khoảng màu đỏ nhạt bên dưới gai vây lưng thứ 8 đến 11.
Do có kiểu màu và hoa văn gần giống nhau, loài này trước đây được xác định nhầm với Bodianus perditio. Cá cái tuy có hoa văn giống nhau, nhưng dễ dàng phân biệt qua màu sắc cơ thể: B. perditio có màu vàng, còn B. solatus mang màu đỏ đặc trưng. Cá đực của B. perditio có rất nhiều chấm vàng bao phủ đầu, nhưng B. solatus không có đặc điểm này. Ngoài ra, cả hai loài còn có sự chênh lệch về số lược mang và số tia vây ngực.
Số gai ở vây lưng: 12; Số tia vây ở vây lưng: 10; Số gai ở vây hậu môn: 3; Số tia vây ở vây hậu môn: 12; Số tia vây ở vây ngực: 15–17.

### Trích dẫn
- Martin F. Gomon (2006). “A revision of the labrid fish genus Bodianus with descriptions of eight new species” (PDF). Records of the Australian Museum, Supplement. 30: 1–133. ISSN 0812-7387.